# Víctor Arteaga
Víctor Jesús Arteaga González (Cuenca, 7 luglio 1992) è un cestista spagnolo.